# Pierre Rigal
Pierre Rigal – francuski judoka.
Złoty medalista mistrzostw Europy w 1957 roku.